# Haßmoor
Haßmoor er en kommune og en by i det nordlige Tyskland, beliggende i Amt Eiderkanal midt i Kreis Rendsborg-Egernførde. Kreis Rendsborg-Egernførde ligger i den centrale del af delstaten Slesvig-Holsten.

## Geografi
Haßmoor ligger omkring 9 km øst for Rendsborg i landlige omgivelser. Mod sydvest løber Bundesautobahn 7 fra Rendsborg mod Neumünster, mod nord Bundesautobahn 210 fra Rendsborg til Kiel.